# Recursos madeireiros

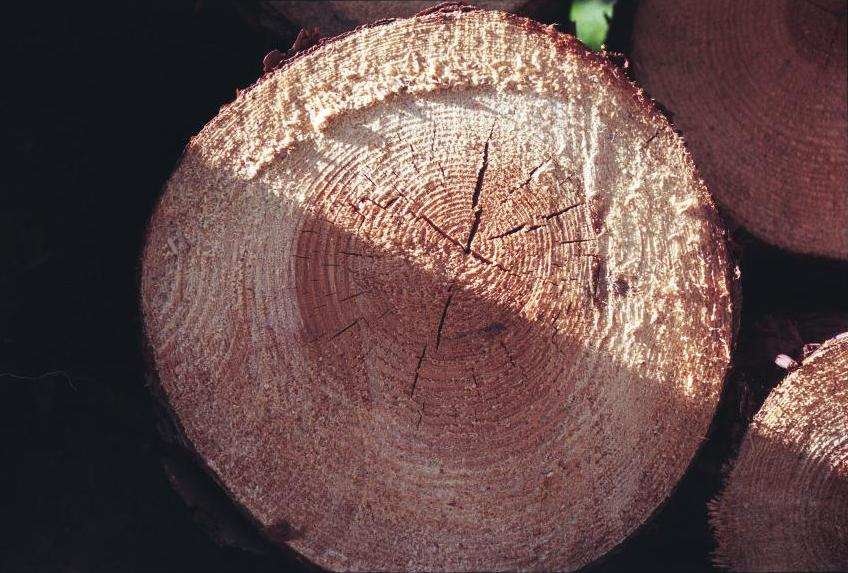
Tronco de árvore, um dos principais recursos madeireiros, depois do processamento podem se tornar toras, carvão ou lenha.

Recursos Madeireiros são a madeira em tora, que é utilizada para produção de papel, celulose e outras finalidades, o carvão vegetal e a lenha. A madeira é o xilema secundário da planta, que cresce a partir do cambio vascular, que é um conjunto de células indiferenciadas que formam um anel, que vão se dividindo e se diferenciando ao passar do tempo e dando origem ao sistema vascular; quando a célula se divide na parte inferior se diferencia em xilema e quando se divide na parte inferior se diferencia em floema. Recursos não Madeireiros são produtos extraídos de florestas nativas, sistemas agroflorestais e plantações, incluindo plantas medicinais e comestíveis, frutas, castanhas, resinas, látex, gomas, óleos essenciais, fibras, corantes, forragem, fungos, fauna e madeira para fabricação de artesanato (SHANLEY et al., 2005) (excluindo madeira em tora, carvão e lenha).  Sendo assim os Recursos não madeireiros tem uma grande importância economia pelo proveniente de recursos e materiais importantes para a sociedade, e também por promover uma importante fonte de renda para as comunidades rurais.
Alguns exemplos, as fibras são células geralmente alongadas, afiladas e geralmente dispostas em cordões ou feixes. O linho, por exemplo, é extraído da planta Linum usitatissimum, fazendo o corte e secagem para extrair suas fibras; Tem também o algodão, a lã, a seda e outros como exemplos de fibras naturais. Já as fibras artificiais (viscose, por exemplo) são produzidas pelo homem utilizando matéria prima da natureza, como a celulose e outros. E tem também as fibras sintéticas, que é usado produtos químicos da indústria petroquímica como matéria prima. As fibras naturais são 35% da utilização do mercado.
As gomas são misturas de polissacarídeos compostos de açucares, que não a glicose, mas principalmente arabinose, galactose, manose e xilose; são solúveis ou capazes de absorver água; insolúveis em óleos ou solventes orgânicos e formam géis. É utilizado para alimentos dietéticos, emulsificantes, evitar formação de cristais, produtos de higiene, veículos para medicamentos, e na indústria de papel e têxtil. A goma arábica é uma goma extraída da Acacia senegal (pertencente á família Fabaceae), de seu tecido lenhoso ferido, e compõe 90% da produção mundial pela atividade extrativista. Já a goma guar é extraída da semente da Cyamopsis tetragonolubus (Fabaceae) e utilizada para gomas, pastilhas, marchmallows e caramelos; emulsão de aromas em bebidas e para encapsulamento de aromas.

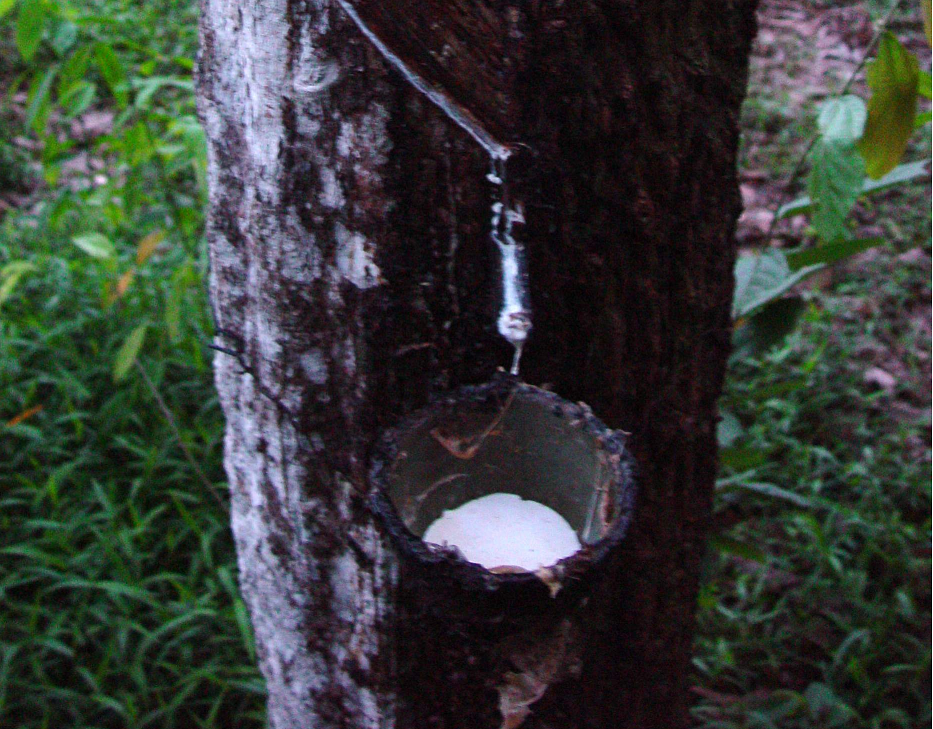
Extração de látex de árvores de seringueira, Hevea brasiliensis.

As resinas são sintetizadas em canais ou ductos especializados da planta localizados no xilema, floema e na casca. São insolúveis em água, devido aos terpenos polimerizados, seu uso tradicional está ligado a incensos e embalsamentos. O Âmbar, que forma uma resinas fossilizadas e pode ser utilizado para joias vegetais. Atualmente grande parte da resina utilizada é sintética.
O látex é uma mistura de compostos orgânicos produzidos em laticíferos, podendo ser elásticos e não elásticos. A borracha natural é obtida principalmente a partir do látex da Hevea brasiliensis, uma seringueira nativa das Américas, mas a outras espécies que também produzem o látex para a produção de borracha, como o dente-de-leão (Taraxum), o guaiúle (Parthenium argentatum), a virgaurea (Solidago virgaurens), a maclura (Maclura pomifera), e outros, porém nenhum tem a mesma eficiência de produção da Hevea brasiliensis.

## Extrativismo vegetal
O extrativismo vegetal é a obtenção de recursos madeireiros e não madeireiros pelo processo de exploração de áreas já existentes (que se desenvolve espontaneamente no ambiente natural), o que na maioria das vezes possibilita apenas uma única produção, uma vez que sua extração não acontece no mesmo ritmo da recomposição. Desde 2009 os produtos madeireiros vem caindo e os produtos não madeireiros vem ganhando mais força no extrativismo vegetal devido a políticas de incentivo ao extrativismo sustentável, havendo um aumento dos valores arrecadados com os produtos não madeireiros, o que contribui para a conservação das florestas, geração/aumento da renda para comunidades tradicionais, pequenos agricultores e agricultores familiares, havendo uma promoção do desenvolvimento local.
Dos produtos madeireiros a madeira em tora representa 71,5% do faturamento, enquanto dos produtos não madeireiros os produtos alimentícios são predominantes, representando 77,2%, segundo o IBGE (2021). Tendo o açaí com 46,3% da participação do valor de produção no grupo dos alimentícios e a erva-mate com 36,7% (proveniente principalmente do Sul), seguido da castanha do pará com 10,2% (IBGE 2018). Em relação a 2019, a extração vegetal avançou 31,5%, chegando a uma valor de R$ 6,2 bilhões de produção, segundo o IBGE 2022.

## Silvicultura
A silvcultura é o processo de florestamento e reflorestamento (com métodos naturais e /ou artificiais para a retirada dos recursos madeireiros, havendo assim um abastecimento do mercado e uma possibilidade de mais de uma única produção. Sendo possível também a aplicação de estudos para a manutenção, o aproveitamento e o uso racional das florestas.
A partir de 2000 a silvicultura vem ganhando cada vez mais força no Brasil em valor de produção alcançando R$ 23,8 bilhões em 2021, tendo uma alta de 21,3% em relação a 2019. A área total da silvicultura é de 9,5 milhões de hectares, dos quais, 7,3 milhões, ou 76,9% são de eucalipto, usado na indústria de celulose. O Pinus é responsável por 19,1% das áreas cultivadas com florestas plantadas para fins comerciais no País; tendo o Sul e o Sudeste com 70,6% dos hectares da área de florestas plantadas e Minas Gerais apresentando o maior valor da produção com 30,2% do setor. (IBGE 2022)
A questão do valor de produção alcançado pela silvicultura não quer dizer que a extração esteja caindo, mas sim que o valor dos produtos provenientes da silvicultura estão aumentando.